# Ep
Ép (grš. επoς / épos/, beseda; πoιεo /poiéo/, pesnim) je najobsežnejša pripovedna pesnitev.

## Razvoj
Razvil se je pri Grkih iz junaških pripovednih pesmi. Medtem ko so stare grške kratke, petju namenjene pesmi, imele razgiban, odsekan in zgoščen slog, je za ep značilen mogočni, lágodno tekoči epski slog. Do pravega učinka so prišli ljudski epi ob dobrem recitatorju ali pevcu. Recitatorje starih epov so imenovali rapsóde (grš. rháptien, sešivati; odé, pesem). Ti so hodili iz kraja v kraj in s petjem razširjali tuje pa tudi lastne stvaritve, ki so jim jih navdihnili navadno kaki pomembni dogodki, narodova težnja po svobodi, njegov boj zanjo. 
Ép je ohlapno določena pesniška oblika, ki v zvezni pripovedi govori o življenju in delu junakov, mitoloških oseb ali skupin oseb. Sestavljen je iz več dogodkov, nastopajo glavna in stranske osebe. Napisan je v verzih, najbolj je značilen za staroveško in srednjeveško književnost. Ep je imel pomembne verske, moralne in nacionalne vloge, v začetku je nadomeščal zgodovinopisje. Grški epi predstavljajo zmes zgodovine in mitologije, tako da se skozenj prikazuje celoten svet takratnih časov.
Pri Grkih in Rimljanih je bila zanj značilna uporaba heksametra, pozneje tudi druge oblike junaškega verza. Verzni ritem se pri heksametru ni ustvarjal z menjavanjem naglašenih in nenaglašenih zlogov, ampak dolgih in kratkih, kar je posebnost grškega jezika. Različni tipi (junaški, verski, zgodovinski) zajemajo snov iz mitologije, verstva, zgodovine. Junaki so postavljeni v pomembno mitično ali zgodovinsko dogajanje, njihova zasebnost je podrejena usodi skupnosti.

## Zgradba
Prvotni epi so zgrajeni po določenih pravilih:
- Uvod (exordium) po možnosti že s prvim verzom nakaže bistvo pesnitve. Poleg tega prosi pesnik pevsko boginjo (ali kako drugo višjo silo) za pomoč pri petju. To je invokacija (lat. invocatio, klicanje prošnja)
- Dokaz (argumentum) na kratko napove vsebino dela ali govori o viru pesnitve
- Pripovedovanje obsega opevanje osrednjih dogodkov. Pri tem pa pesnik ne dela nobenega uvoda, ampak poseže takoj v središče dogajanja, da s kratkim napetim dogodkom čim prej vzbudi zanimanje. Kolikor je treba poznati poprejšne dogodke pa jih avtor vplete pozneje.

Značilne za ep so epizode (grš. episódion, kar pride nepričakovano vmes), to so poglavja, ki za potek glavnega dejanja niso nujna, a napravijo delo slikovitejše in zanimivejše. Večkrat imajo epi zadrževalne momente ali retardacije Lat. retardo, zadržujem); ti z raznimi ponavljanji ovirajo nagel razvoj dogajanja.
Ker so epi zelo obsežni, so razdeljeni na speve, knjige ali prigode. S časom so se zelo spreminjali in danes se označuje za epe tudi dela, ki nimajo vseh prvotnih značilnosti. Po vsebini so epi razdeljeni na več vrst. Najpogostejši so: junaški ali herojski, viteški ali srednjeveški, zgodovinski, verski ali religiozni, komični ali satirični, idilični in živalski ep.

## Najbolj znani epi
Najbolj znani epi glede na vsebino so:
- junaški epi: Beowulf, Edda, Eneida, Ep o Gilgamešu, Iliada, Kalevala, Mahabharata, Manas, Odiseja, Pesem o Cidu, Pesem o Nibelungih, Pesem o Rolandu, Ramajana, Šahname,
- viteški epi: Besneči Roland, Vitez v tigrovi koži
- zgodovinski epi: Luzijada (tudi Luzitanci), Krst pri Savici, Osvobojeni Jeruzalem, Pesem o Igorjevem pohodu, Osman, Gorski venec, Smrt Smail age Čengića, Poslednji Celjan
- verski epi: Božanska komedija, Izgubljeni raj, Mesija
- komični epi: Romanje grofiča Harolda, Don Juan
- idilični epi: Herman in Doroteja, Gospod Tadej, Zlatorog
- živalski epi: Lisica zvitorepka

Pogosto navajani zgledi epov so Iliada, Odiseja, Eneida ter Niebelunška pesem na Zahodu in Mahabharata, Ramajana in Šahname na Vzhodu.
Ep bi pri Slovencih lahko nastal v srednjem veku ali v 16. stoletju, ker pa v tem času nismo imeli niti lastnega plemstva niti razvite pisane književnosti, do epa ni prišlo. Epu se je najbolj približal France Prešeren z delom Krst pri Savici, vendar predvsem v uvodu, medtem ko je preostali del bolj podoben romantični povesti v verzih.